# Teknisk matematik
Teknisk matematik (Engineering Mathematics) är ett utbildningsprogram inom teknik och matematik för civilingenjörsutbildning.
Utbildningen startade på Lunds tekniska högskola 2002 som en utbrytning från Teknisk fysik, som länge hade haft en valbar avslutning av liknande slag. Utbildningen startade på Chalmers tekniska högskola hösten 2008 och vid Kungliga Tekniska Högskolan hösten 2020. Utbildningen ges vid Linnéuniversitetet från hösten 2021.